# Cârța (Sibiu)
Cârța es una comuna ubicada en el distrito de Sibiu, Rumania.

## Superficie
Posee una superficie de 28,90 kilómetros cuadrados.

## Demografía
Hasta 2021 la población era de 1042 habitantes, con una densidad de población de 36,06 habitantes por kilómetro cuadrado.